# 常磐緩行線
常磐緩行線（じょうばんかんこうせん）は、東日本旅客鉄道（JR東日本）常磐線のうち、東京都足立区の綾瀬駅から茨城県取手市の取手駅までの複々線区間において、各駅停車の電車が運行される線路（緩行線）である。駅ナンバリングで使われる路線記号はJLで、番号部分は直通運転を行っている東京地下鉄（東京メトロ）千代田線からの通し番号（代々木上原駅を01とみなす）になっている。

## 概要
東京地区の電車特定区間（E電）の運転系統の一つである。東京メトロ千代田線と直通運転を行い、東京都心と千葉県北西部（東葛地域）の松戸・柏・我孫子地区および茨城県南部の取手の各都市を各駅停車で結んでいる。また、一部の電車は千代田線を経由して小田急小田原線伊勢原駅まで直通している。
JRの前身である日本国有鉄道（国鉄）の時代、通勤客の増大に伴い、列車およびターミナルである上野駅・日暮里駅の混雑緩和を目的として、通勤五方面作戦の一環として北千住駅 - 我孫子駅間の複々線化が1971年（昭和46年）に行われ、同時にそれまで各駅停車として上野駅 - 取手駅間を運転していた電車の緩急分離が行われた。以降、線路の通称として各駅停車が走行する線路が「常磐緩行線」、新設された快速電車と取手以北直通の列車が走行する線路が「常磐快速線」と呼ばれるようになった。この緩急分離により、各駅停車は帝都高速度交通営団（営団地下鉄、現・東京地下鉄）千代田線と直通運転を行う現在の形態となった（後述）。その後1982年（昭和57年）に緩行線が取手駅まで延伸され、現在の形態となっている。
一部の駅にのみホームがある快速線に対して、緩行線は全駅にホームがあり、運転される電車もすべて各駅停車である。
ダイヤグラム・運行システム・車両は直通する千代田線と一体化したものである。常磐快速線との渡り線は松戸駅・我孫子駅付近に設置されているが、保安システムが異なるため緩行線と快速線の直通運転を行う定期列車は設定されていない。
東京のJRの放射路線としては唯一都心（山手線）に至らない系統であるため、千代田線の北千住駅 - 西日暮里駅間を経由しJR線に乗り継ぐ場合に通過連絡運輸の特例も設定されている（後述）。
2004年以前は、小田急電鉄がJRの一斉改正日でない日にダイヤ改正を行っていたため、これに伴ってJR東日本のダイヤ改正時以外にも運行時刻の変更が行われることがそれなりにあった。ただ、運用や行先の変更が主で、線内での時刻変更は基本的にない。なお、2006年以降はJRと同日に改正を実施するようになっている。
複々線区間は全線に亘って踏切がなく、直通線区以外から乗り入れてくる車両もないため、将来導入を予定している技術の実験場として使われることも多い。

## 呼称について
旅客案内上は、東京メトロ千代田線の北千住駅 - 綾瀬駅間を含んだ北千住駅 - 取手駅間の運転系統名として「常磐線各駅停車」「常磐線（各駅停車）」と呼称されている。
北千住駅 - 綾瀬駅間は実務上JR線として運賃計算する場合と東京メトロ線として運賃計算する場合の2つに分かれる特殊な区間となっている。このような特例は他でも見受けられるものであるが、北千住駅 - 綾瀬駅間に関してはJR東日本は第二種鉄道事業者ではないため、厳密には東京メトロの単独区間である（北千住駅 - 綾瀬駅間の運賃の取り扱いについては「運賃計算の特例」の節を参照）。
各駅停車は地下鉄千代田線との直通運転により一体的に運用されているため、各駅停車は地下鉄区間とあわせて「千代田線」と呼ばれる場合がある。市販されている地図にも千代田線と表記したものがあるほか、不動産物件にも「千代田線北松戸駅」「地下鉄千代田線北柏駅」等の案内がある。不動産ポータルサイトなどでは「（JR）千代田・常磐緩行線」などの表記も散見される。

## 複々線化の沿革と問題

### 複々線化以前
元々常磐線は上野 - 取手間の各駅に停車する「国電」（近距離電車）と主要駅のみ停車の中距離列車や急行・特急などが同じ線路を走行していた。当時は中・長距離輸送を担う列車に対して地域輸送を担う電車（国電）は停車駅も異なり棲み分けが明確であった。過去には、一部の「国電」が上野・東京経由で有楽町まで乗り入れていたこともあった（山手線・京浜東北線分離工事時の暫定措置）。なお、常磐線の線路にホームのない鶯谷駅は通過していた。
一方、高度成長期を迎えると共に沿線のベッドタウン化が進んで人口が急増し、常磐線の混雑率も非常に高くなったものの、各種列車が同一線路上を走行していることによってさらなる増発が困難になったため、いわゆる「通勤五方面作戦」の一環として複々線化を実施することになった。
1962年に発表された運輸大臣の諮問機関「都市交通審議会」の答申では、北千住 - 松戸間について東京8号線（のちの9号線）が計画されていた。このため国鉄は、このルートの終点を取手まで延長する形で国鉄線を線増し、緩行線を地下鉄千代田線と直通運転させる形で複々線化を実施することとした。また当時、北千住 - 綾瀬間は国鉄の路線であったが、複々線化・千代田線との乗り入れに際して建設費用を抑えたい国鉄と、足立区内に設置する車庫（現：綾瀬検車区）への回送ルートを確保したい営団の思惑が一致し、北千住 - 綾瀬間の緩行線を営団保有にして、複々線化と千代田線との直通運転が同時に行われることとなった。ただし、運賃計算上は北千住駅 - 綾瀬駅間は従来どおり国鉄線運賃として計算される特例が設けられた。また複々線化に際し、従来の「国電」（近距離電車）を「各駅停車」と「快速」の2種別に編成し、各駅停車を緩行線に、「快速」を日暮里・上野方面へと向かう快速線に振り分けることとした。
また複々線化区間から外れた中距離列車通過駅の三河島駅・南千住駅・天王台駅（複々線化と同時に開業）には東京近郊輸送を担う快速のみが停車し、快速線のホームは複々線区間の両端の北千住駅・我孫子駅と車両基地のある松戸駅にのみ設けられることになった。この結果快速通過駅の利用客は乗り換えなしで日暮里駅や上野駅まで行けなくなるため、不便を解消するために営団・国鉄の双方に乗換駅として西日暮里駅を新設するとともに、同駅を経由する通過連絡運輸の特例が設けられることとなった。
工事予算と地下鉄千代田線への旅客の転嫁見込み、ならびに貨物列車の運行や当時建設中であった国鉄武蔵野線との接続方法等について検討された結果、緩急乗り換え利便性の高い方向別複々線での建設が見送られ、他の首都圏国鉄主要路線と同様の線路別複々線となった。このため我孫子駅・柏駅・松戸駅・北千住駅等での各駅停車と快速等の乗り換えでは階段を使用してホーム間を移動することになった。
複々線化の前後では、運転種別や停車駅が以下の表のように変遷している。
| 第一期複々線化完成（1971年4月20日）前後の 停車駅の変遷 |                  |                  |      |        |        |        |        |      |      |      |      |        |      |        |        |      |    |      |        |        |      |
| \| 複々線化以前 \| 各駅停車（国電） \| 各駅停車（国電） \| ● \| ● \| ● \| ● \| ● \| ● \| ● \| ● \| ● \| ● \| ● \| × \| ● \| ● \| ● \| × \| ● \| × \| ● \| \| 複々線化以前 \| 普通列車 \| 普通列車 \| ● \| ● \| ― \| ― \| ▲ \| ― \| ― \| ― \| ● \| ― \| ― \| × \| ― \| ― \| ▲ \| × \| ● \| × \| ● \| \| 駅名 \| 駅名 \| 駅名 \| 上野 \| 日暮里 \| 三河島 \| 南千住 \| 北千住 \| 綾瀬 \| 亀有 \| 金町 \| 松戸 \| 北松戸 \| 馬橋 \| 新松戸 \| 北小金 \| 南柏 \| 柏 \| 北柏 \| 我孫子 \| 天王台 \| 取手 \| \| 第一期複々線化直後 \| 普通列車 \| 普通列車 \| ● \| ● \| ― \| ― \| ▲ \| ― \| ― \| ― \| ● \| ― \| ― \| ― \| ― \| ― \| ※ \| ― \| ● \| ― \| ● \| \| 第一期複々線化直後 \| 国電 \| 快速電車 \| ● \| ● \| ● \| ● \| ● \| ― \| ― \| ― \| ● \| ― \| ― \| ― \| ― \| ― \| ※ \| ― \| ● \| ● \| ● \| \| 第一期複々線化直後 \| 国電 \| 各駅停車 \| ＝ \| ＝ \| ＝ \| ＝ \| ○ \| ● \| ● \| ● \| ● \| ● \| ● \| ＊ \| ● \| ● \| ● \| ● \| ● \| ＝ \| ＝ \| |                  |                  |      |        |        |        |        |      |      |      |      |        |      |        |        |      |    |      |        |        |      |
| ●○：停車（○は厳密には千代田線） ▲：一部停車 ―：通過 ×：駅開業前 ＝：経由せず ※：柏駅の快速停車は1972年（昭和47年）10月から。当初の停車は快速電車のみで、普通列車は一部停車であった。 ＊：新松戸駅は1973年（昭和48年）開業。 |                  |                  |      |        |        |        |        |      |      |      |      |        |      |        |        |      |    |      |        |        |      |
| 複々線化以前 | 各駅停車（国電） | 各駅停車（国電） | ●    | ●      | ●      | ●      | ●      | ●    | ●    | ●    | ●    | ●      | ●    | ×      | ●      | ●    | ●  | ×    | ●      | ×      | ●    |
| 複々線化以前 | 普通列車         | 普通列車         | ●    | ●      | ―      | ―      | ▲      | ―    | ―    | ―    | ●    | ―      | ―    | ×      | ―      | ―    | ▲  | ×    | ●      | ×      | ●    |
| 駅名 | 駅名             | 駅名             | 上野 | 日暮里 | 三河島 | 南千住 | 北千住 | 綾瀬 | 亀有 | 金町 | 松戸 | 北松戸 | 馬橋 | 新松戸 | 北小金 | 南柏 | 柏 | 北柏 | 我孫子 | 天王台 | 取手 |
| 第一期複々線化直後 | 普通列車         | 普通列車         | ●    | ●      | ―      | ―      | ▲      | ―    | ―    | ―    | ●    | ―      | ―    | ―      | ―      | ―    | ※  | ―    | ●      | ―      | ●    |
| 第一期複々線化直後 | 国電             | 快速電車         | ●    | ●      | ●      | ●      | ●      | ―    | ―    | ―    | ●    | ―      | ―    | ―      | ―      | ―    | ※  | ―    | ●      | ●      | ●    |
| 第一期複々線化直後 | 国電             | 各駅停車         | ＝   | ＝     | ＝     | ＝     | ○      | ●    | ●    | ●    | ●    | ●      | ●    | ＊     | ●      | ●    | ●  | ●    | ●      | ＝     | ＝   |

### 複々線工事期間
1965年（昭和40年）2月、綾瀬 - 我孫子間 (23.6km) の複々線増線の工事が第1期工事として開始された。
北千住 - 綾瀬間の増線は営団が千代田線の新設工事として若干先行して行ったが、その完成後に東武線との交差部から営団が1968年（昭和43年）2月1日に完成させた綾瀬駅間の線路および駅設備を借受け、複々線開通まで常磐線全列車が暫定的に使用した。これは常磐線の高架化に際し工事用地の取得が困難なための処置であった。

国鉄常磐線の複々線増線時、綾瀬駅付近の線路切替の様子

工事は主に東京側から順次進められ、1971年（昭和46年）3月1日、綾瀬 - 金町間の複々線が暫定で開通し国電と優等列車・貨物列車の分離が行われた。続いて同年3月10日には金町 - 北柏間が暫定で開通、4月1日に北柏 - 我孫子間が開通し複々線の工事は完了した。
4月19日に、我孫子駅で常磐線複々線完成祝賀式が行われ、我孫子 - 綾瀬間で「複々線工事完成祝賀電車」が乗客を乗せ運行された。

### 複々線化後

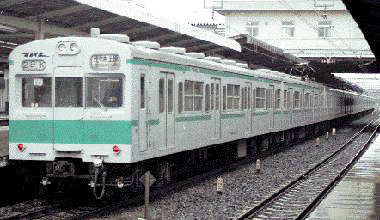
常磐線複々線化当初の各停用車両103系1000番台

1971年（昭和46年）4月20日に複々線化と緩行線の千代田線乗り入れが開始された。国鉄は、当時まだ旧形電車が多く運行されていた京浜東北線向けに103系を捻出する必要性から、10両編成で運行されていた青緑1号に塗られた103系電車を快速電車に転用する際、2両減車して8両編成とした。これは、複々線化により輸送力が上がっていることと、快速通過駅利用客が地下鉄への直通運転によりそのまま都心へ向かうことを念頭に置いたものであったが、当時は国鉄の運賃の方が安く、北千住 - 西日暮里間を千代田線経由で乗車して山手線や京浜東北線に乗り換える場合や、地下鉄経由で都心へ向かう場合の合算運賃が割高となる例が多く、地下鉄路線網も整備途上であったため、利用者の多くは松戸駅や北千住駅での乗換を選んだことで快速電車は大混雑した。このため、この直通運転・複々線化は新聞などで「迷惑乗り入れ」と糾弾される事態に発展した。これに対し国鉄は、千代田線乗り入れ開始とともに常磐線での営業運転を終了するはずであった旧形の72系電車を使用して臨時の快速電車を設定して輸送力を増強し、その置換用の103系が増備されるまでの約1年間をしのいだ。また、1972年10月に快速用103系が再び10両編成に増結され、松戸駅乗り換えによる混雑の要因の一つでもあった、快速通過駅とされた柏駅にも快速線にホームが新設された。
複々線化開業直前、綾瀬駅など都内の快速通過駅では上野駅へ行く際に乗り換えを強いられることや運賃が割高になることを理由に複々線化に不満を抱く利用者がいた。そのため、開業後には千代田線と常磐線のどちらを経由しても運賃を同じにし、綾瀬駅への快速停車または上野行き電車の復活を求める抗議集会が開かれた。だが運賃問題は半世紀たっても解消されず、2022年10月には亀有駅・金町駅周辺の一部住民16人がJR東日本・東京地下鉄・国に対して不当な運賃設定だとして損害賠償請求を起こしている。
1970年代後半に入ると、藤代 - 土浦間の交流電化区間までベッドタウン化が進行したことから、輸送力増強のため近郊形電車としては初のオールロングシート車となる415系500番台が投入された。当時の中距離列車はデータイムで1時間に1本、夕方のラッシュ時でも2本程度だったのが国際科学技術博覧会（つくば科学万博）開催直前の1985年（昭和60年）3月の改正で大増発され、編成も最長15両となった。1987年12月には、103系の快速電車も通勤形電車としては初めて15両編成化された。
一方、複々線化と相互乗り入れによる影響は営団の労働組合（日本私鉄労働組合総連合会）によるストライキ時にも顕著にあらわれた。ストライキが発生すると、北千住 - 綾瀬間は営団の路線であることから電車の運行ができなくなるため、やむを得ず綾瀬 - 金町間各駅の乗客は松戸駅まで一旦戻って上野方面へ向かえるように定期乗車券利用者には特例を設けて対処した。しかし、前述のように松戸駅自体が元々混雑していたため、同駅はパニック状態に陥り、長蛇の列が駅の外にまでできる事態に発展した。
また、相互乗り入れに使用されている車両も運行に影響を与えていた。営団地下鉄は、千代田線用開業当初は抵抗制御の5000系を投入したものの、1971年（昭和46年）4月20日に国鉄との相互乗り入れ開始から世界初の電力回生ブレーキ付電機子チョッパ制御車となる6000系を投入し、トンネル内の発熱抑制と省電力化を図っていた。しかし国鉄は、既存の通勤路線向けに大量増備していた103系の仕様を一部変えた1000番台を投入し、抵抗制御の国鉄車は抵抗器から大量の熱をトンネルや駅の中に排出することになった。駅間距離が比較的長く地下区間で高速走行する千代田線では、特に単線シールドトンネル内での空気流動が少なく抵抗器の冷却が充分にできなかったため、103系は故障が多発し一時は運行ダイヤにまで影響を及ぼすことがあった。省電力の観点でも、相互乗り入れの車両使用料の精算は通常乗り入れ距離で相殺するのが慣例であったが、営団車と国鉄車とでは電力消費量が異なるとの会計検査院からの指摘を受け、営団は国鉄に対して電気代の分を加算して請求することになった。1981年、営団は千代田線用5000系を北綾瀬支線を除く地下線から一掃し、6000系に統一した。国鉄は営団からの要望もあって、翌1982年（昭和57年）から電機子チョッパ制御の203系を投入開始し、1986年までに置き換えが完了し、国鉄車に関しては問題が解決することになった。
1982年に我孫子 -取手間の複々線化が完成した。完成に伴い当初は暫定で快速を停車させていた天王台駅は通過に変更する予定であった。しかし、これまで上野駅まで乗り換えなしで行けたものが乗り換えが発生するようになるうえ、各駅停車だけになると都心に乗り換えなしで行くには地下鉄に乗り入れることで運賃が高くなるのを目の当たりにし、不便な状況になり困ると判断した地元の住民や市などから反対運動が起き、国鉄へ引き続き停車するよう要望が出された。また同じ年に大手電機メーカーのNEC我孫子事業場が開設されることになったことなどもあり、国鉄と協議した結果、地元の負担があればホームを設置して良いと決まったため、最終的に同駅は引き続き快速停車駅として残ることになり、緩行線電車は朝夕の混雑時間帯のみ運行することに決まった。
以上のように、常磐線関係の輸送改善計画はスムーズに進まないことが多く、常磐線は「鬼門」と揶揄されることがあった。
常磐線の運転系統が複雑になっている一因に茨城県石岡市柿岡の気象庁地磁気観測所の存在がある。取手駅以北の直流電化は現時点では課題が多く、中距離列車と通勤電車（快速電車）の車両統合ができていない。このため民営化後になって、快速線に交直両用の通勤形であるE501系電車を1995年に、2005年にはE531系電車を投入するなどの施策を打った。なお、西日暮里経由の割高運賃問題だが、SuicaとPASMOの相互利用開始に伴い、IC乗車券を利用した際に、従前の連絡乗車券を購入した場合よりも安くなるケースが発生する一方、逆に高くなるケースも発生している（詳細は千代田線北千住 - 西日暮里間を経由する場合の特例を参照のこと）。
近年まで指摘されてきた問題点は改善の傾向にあり、例えば運転本数が十分とはいえない状況から亀有駅・金町駅が所在する葛飾区議会では列車の増発要求がしばしば議題に上っていた点については、2014年3月のダイヤ改正で日中の増発が実施された。また、かつて金町 - 松戸間の江戸川橋梁が台風や爆弾低気圧などによる強風の影響でしばしば規制を受けることがあったが、これについても防風柵の設置工事が2015年3月に完成し、以降規制を受けることが大幅に減った。

## 歴史
- 1971年（昭和46年）4月20日：綾瀬駅 - 我孫子駅間の複々線化完成に伴い、同区間の緩行線で地下鉄千代田線と相互直通運転を行う各駅停車の電車を運行開始。103系1000番台営業運転開始。
- 1982年（昭和57年）11月15日：我孫子駅 - 取手駅間複々線化。運行区間を取手駅まで延長。203系電車営業運転開始[16]。
- 1986年（昭和61年）12月29日：207系900番台電車営業運転開始[17]。
- 1994年（平成6年）5月9日：弱冷房車を導入[18]。
- 1999年（平成11年）12月4日：209系1000番台電車営業運転開始。
- 2009年（平成21年）9月9日：E233系2000番台電車が営業運転開始[19]。
- 2018年（平成30年）8月1日：亀有駅 - 取手駅間で駆け込み乗車を減らす有効性を確認するため、同区間各駅の発車メロディーを使用せず、車両発車促進メロディーを使用する実験を実施[20]。検証の結果、一定の効果がみられたとして2019年3月16日より本格実施に至る[21]。
- 2021年（令和3年）
  - 3月13日：JR東日本初の自動列車運転装置 (ATO) が導入[22]。
  - 7月4日：馬橋駅で常磐緩行線初となるホームドアの使用を開始[23]。以降、各駅に順次設置（綾瀬駅は東京メトロにより2020年に設置済）[24]。
- 2024年（令和6年）6月7日：我孫子駅でのホームドア使用開始により、常磐緩行線全駅への整備を完了[25]。
- 2025年（令和7年）3月15日：ワンマン運転を開始[26]。
- 2026年（令和8年）7月1日（予定）：支社制から事業本部制への再編に伴い、管轄がこれまでの首都圏本部から松戸事業本部に変更される[27]。

## 運行形態
早朝から朝方と深夜の主に出入庫に伴う一部の線内運転電車を除き、ほぼすべての電車が東京メトロ千代田線に、さらに一部の電車は小田急小田原線伊勢原駅、小田急多摩線唐木田駅まで直通運転を行う。実態としては千代田線とほぼ一体化した運転系統を形成している。
常磐快速線（上野東京ライン）の南千住駅 - 上野駅 - 品川駅方面へは乗り入れないため、途中の快速停車駅もしくは東京メトロ千代田線北千住駅・西日暮里駅での乗り換えが必要となる（北千住駅・西日暮里駅での乗り換えは特例が設定されている。詳しくは後述）。
我孫子駅 - 取手駅間は平日の朝夕の時間帯のみ運行されている。朝夕にはこのほかに、松戸駅・柏駅発着の電車もある。これ以外は、ほとんどが我孫子駅 - 綾瀬駅（ - 千代田線代々木上原駅）間で運転されている。日中の運行がない我孫子駅 - 取手駅間は、新製車両の試運転や訓練などに供されることがあり、過去には901系や松戸車両センター所属のE231系・E233系2000番台の試運転が実施されている。2013年12月7日・8日、2014年11月8日・9日には、快速線の利根川橋梁改良工事に伴い我孫子駅 - 取手駅間で緩行線の増発・延長運転が行われた。
信号システムはATC-10（東京メトロでの呼称：新CS-ATC）で、東京メトロ千代田線と同一のシステムを用いている（車内信号式。快速線はATS-P）。2000年8月16日より、従来のATC-4（営団地下鉄（当時）での呼称：CS-ATC）から切り替えられた。
なお、JR東日本保有車両は、小田急小田原線・多摩線と直通運転ができなかった。これはJR車は小田急のATS (D-ATS-P) と列車無線を搭載していなかったためである。小田急保有車両も同様に綾瀬以遠JR線と直通運転ができなかったため、3線にまたがっての直通運転ができるのは東京地下鉄保有車両のみであった。2013年4月からJR・小田急とも車両工事を実施し、2016年3月26日のダイヤ改正から相互に3社直通を開始した。
小田急線直通電車は小田急線内では各駅停車、準急、通勤準急（平日朝の小田急線発のみ）、急行の4種類があり、常磐線上り→千代田線A線は綾瀬から小田急線内での種別を表示するが、常磐線内では「各駅停車」（E233系2000番台、小田急4000形はエメラルドグリーン、東京メトロ16000系は白）表示となる。また、A線の千代田線内終着の電車及びB線の電車は千代田線内ではフルカラーLEDの方向幕を備えた車両では青地の「各駅停車」の種別表示を行う。小田急線から千代田線・常磐緩行線へ直通する電車は、千代田線・常磐線内は各駅停車であるため、東北沢駅発車後または通過後に種別を青地の「各駅停車」に変えて（各駅停車からの直通の場合は変更せず）運転する。常磐線下り電車は綾瀬駅から線内用の「各駅停車」の表示に変更し終点まで運転する。
千代田線経由の小田急線との直通電車は、2002年3月23日のダイヤ改正以前は小田原線内発着の準急のみ、同改正以降は2016年3月26日のダイヤ改正まで多摩線唐木田駅発着の多摩急行が主体であった。2016年3月26日のダイヤ改正では日中の多摩急行唐木田行きが急行唐木田行きに置き換えられたほか、夕夜間に準急が再設定された。2018年3月17日のダイヤ改正では、日中の急行唐木田行きが準急向ヶ丘遊園行きに置き換えられ、夕夜間に伊勢原行きが新設された。2022年3月12日のダイヤ改正では、日中の準急向ヶ丘遊園行きが急行向ヶ丘遊園行きに変更された。2025年3月15日のダイヤ改正では、日中の急行向ヶ丘遊園行きが急行唐木田行きに延長され、多摩線直通電車が復活した。

### 運行本数・状況
平日は朝夕ラッシュ時が約2 - 4分間隔、日中時間帯が1時間に6本（10分間隔、代々木上原駅発着と小田急直通急行が交互に3本ずつ）で運行されている。土曜・休日は朝夕が5 - 10分間隔、日中時間帯が平日同様1時間に6本（10分間隔、代々木上原駅発着と小田急直通急行が交互に3本ずつ）で運行されている。区間列車の影響などにより、それを含まない区間での間隔は多少前後がある。特に我孫子駅 - 北柏駅 - 柏駅間では朝や夕方の時間帯でも昼間以上に間隔が開く部分がある。
時間帯によっては、平日と土休日では形態が大きく異なる。平日朝は9時台には本数が落ち着くのに対し土休日は10時台まで6分間隔での運転がある。また、夕方以降のピークは平日が18 - 19時台であるのに対し、土休日は16 - 17時台である。夜間に至っては土休日の本数は平日の半分程度である。
上りは千代田線直通終了後の線内完結電車は、我孫子発松戸行きが2本しかなく、2021年3月13日のダイヤ改正までは松戸行きの1本目と2本目の間は40分以上開いていた。この1本前に我孫子発北千住行きが1本運行されるが、運賃計算上JR線として扱われうる綾瀬駅 - 北千住駅間は厳密には常磐緩行線ではないため、列車運行上は千代田線直通電車として扱われる。なお、この北千住行き最終電車は快速上野行きの最終電車に接続していたが、2021年3月13日のダイヤ改正で接続しなくなった。
日中は長らく12分間隔での運転が続いてきたが、2014年3月15日のダイヤ改正で、10分間隔に増発された。
| 種別＼駅名          | 我孫子 | 我孫子 | …   | 綾瀬 | 綾瀬 | …   | 代々木上原 | 代々木上原 | …   | 唐木田 | 備考                                 |
| ------------------- | ------ | ------ | --- | ---- | ---- | --- | ---------- | ---------- | --- | ------ | ------------------------------------ |
| 急行 （小田急線内） | 3本    | 3本    | 3本 | 3本  | 3本  | 3本 | 3本        | 3本        | 3本 | 3本    | 土曜日の午前中の電車は向ケ丘遊園行き |
| 各駅停車            | 3本    | 3本    | 3本 | 3本  | 3本  | 3本 | 3本        |            |     |        |                                      |

所要時間は、取手駅 - 柏駅間が約12分、柏駅 - 松戸駅間が約14分、松戸駅 - 北千住駅間が約12分（松戸駅 - 綾瀬駅間は約8分）であり、快速と比較して柏駅 - 松戸駅間で約6分、松戸駅 - 北千住駅間で約4分ほど時間を要する。取手駅 - 柏駅間は快速を利用した場合でも大差はない。

## 車両
以下に示す車両は全て片側4扉10両編成の電車である。

### 現在の使用車両

#### 自社車両
すべて松戸車両センター所属。車体にエメラルドグリーン（青緑1号 ■）一色の帯が巻かれている。

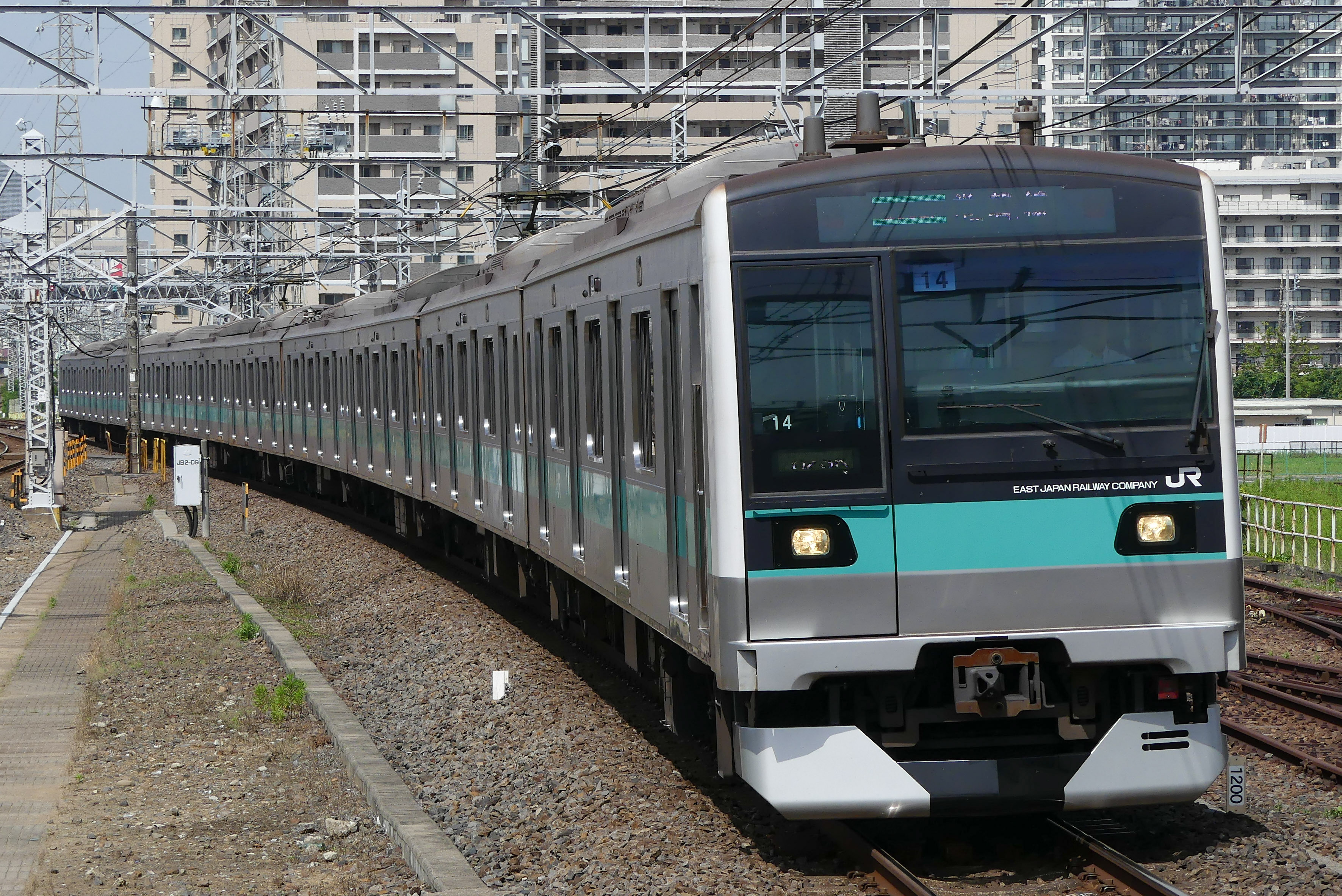
E233系2000番台
千代田線内では本系列で綾瀬駅 - 北綾瀬駅間を運転する列車もあるが、常磐線と北綾瀬駅を直通する列車は設定されていない。

- E233系2000番台

#### 乗り入れ車両
東京地下鉄（綾瀬検車区所属）
- 16000系

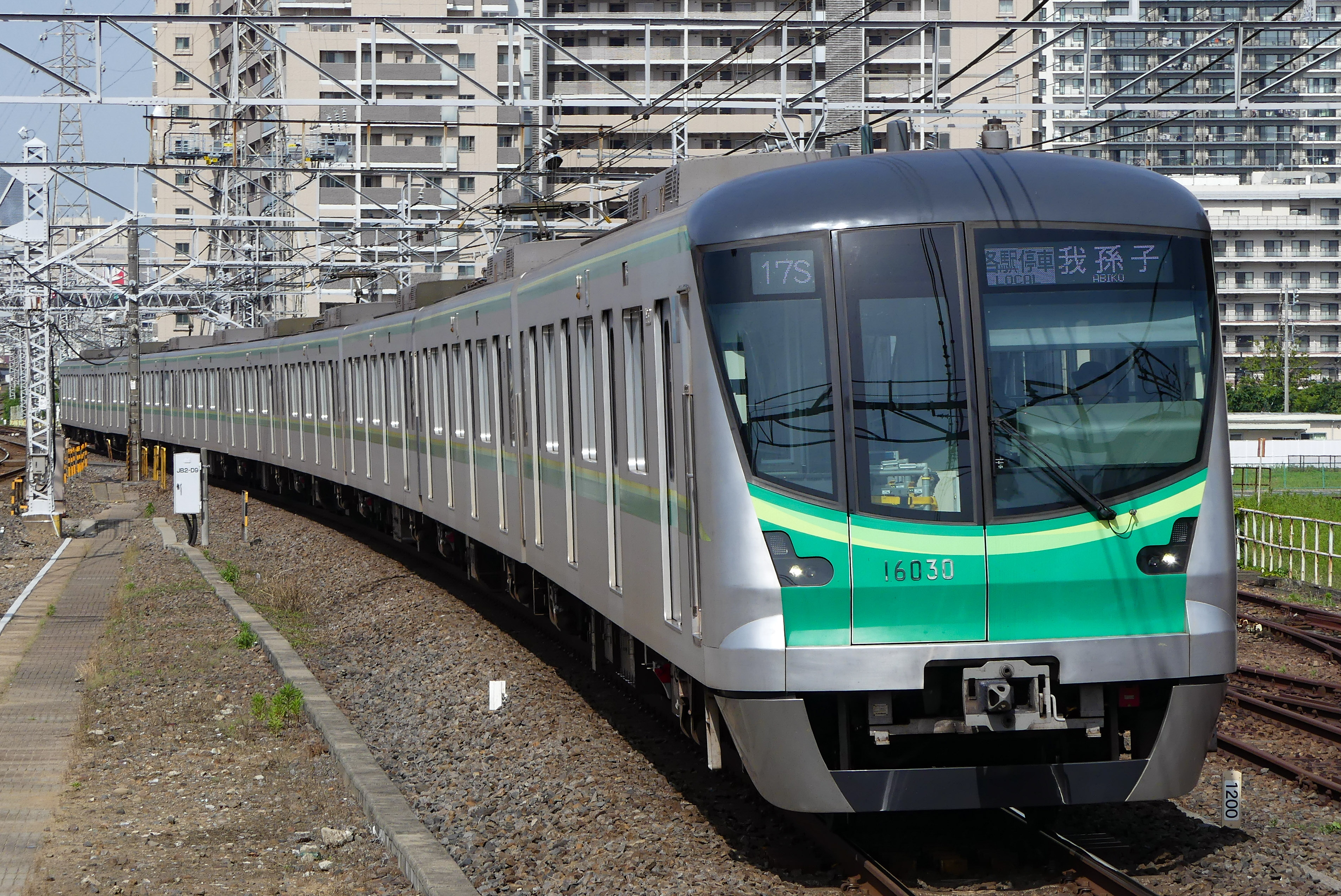
東京メトロ16000系

小田急電鉄（喜多見検車区所属）
- 4000形

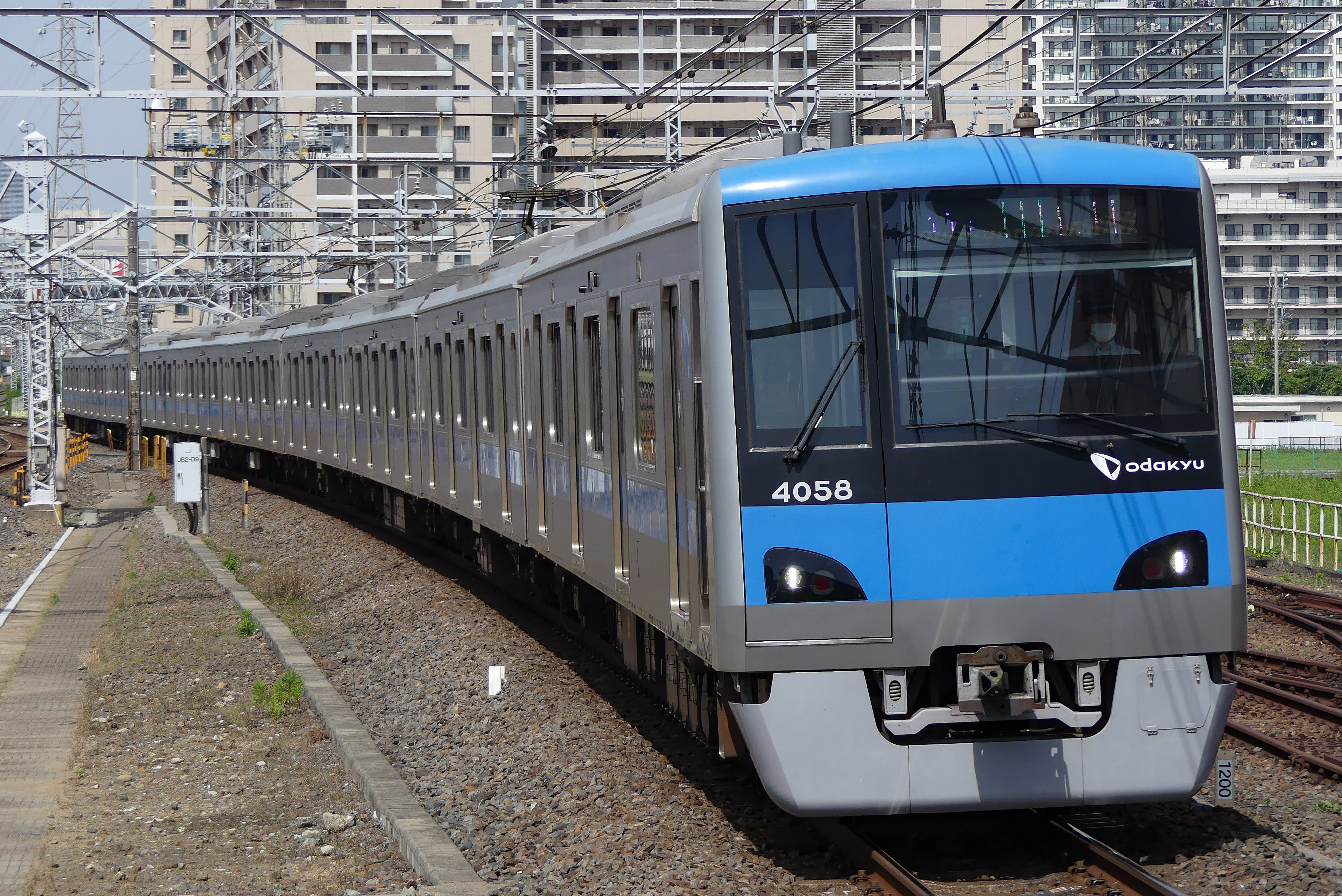
小田急4000形

なお、2016年3月26日のダイヤ改正まで、JRと小田急の車両は、他方の列車無線に対応していなかった（ただし、小田急については地下鉄直通対応車両にJR無線の準備工事がなされていた）ため、常磐線 - 千代田線 - 小田急線の3社直通電車は東京地下鉄の車両に限定されており、小田急の車両はJR線には直通せず、また、JRの車両は小田急線には直通しなかった。JRと小田急の車両に対して、3社間直通運転を可能にするための対応工事を2013年から実施し、2016年3月26日のダイヤ改正で直通運転を開始した。詳しくは「東京メトロ千代田線#常磐線と小田急線との相互乗り入れ」を参照。

### 過去の使用車両
日本国有鉄道・東日本旅客鉄道
- 103系1000番台 - 順次203系に置き換えられ、1986年4月20日で常磐緩行線での営業運転を終了した。
- 203系 - 順次E233系2000番台に置き換えられ、2011年9月26日で営業運転を終了した。
- 207系900番台 - 2009年12月5日に実施されたさよなら運転をもって営業運用から離脱。
- 209系1000番台 - 小田急線乗り入れ非対応。2018年10月13日に実施されたさよなら運転をもって運用離脱。

これらの車両のドア上に掲出していた路線駅案内は、長らく快速電車（ - 成田線我孫子支線）のものと全く同じものが使用されており、千代田線内については駅名のみが列挙されているだけで接続路線が全く記載されていなかった。2004年秋頃より独自のものになり、千代田線内の接続路線や駅番号まで記載されたものに変更された。さらに2006年には、簡素ながら運賃計算に関する注記も加えられている。なお、行先表示器には各系列とも運用開始時点で既に終着運用のなかった「代々木公園」「上野」などの表示もあった。

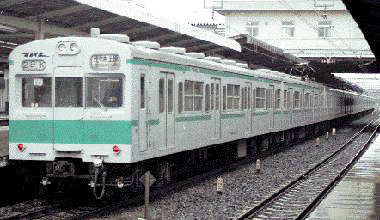
103系1000番台
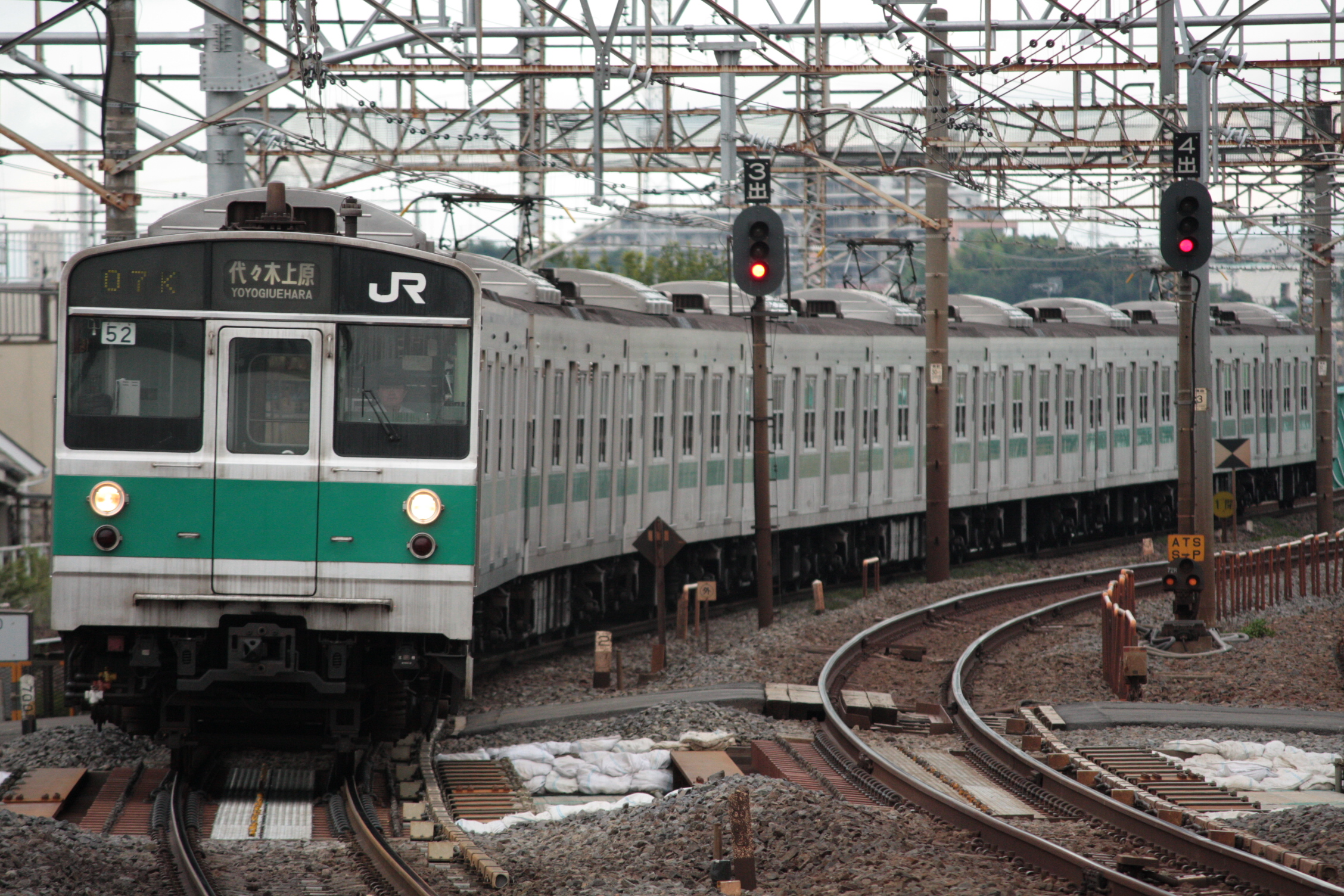
203系
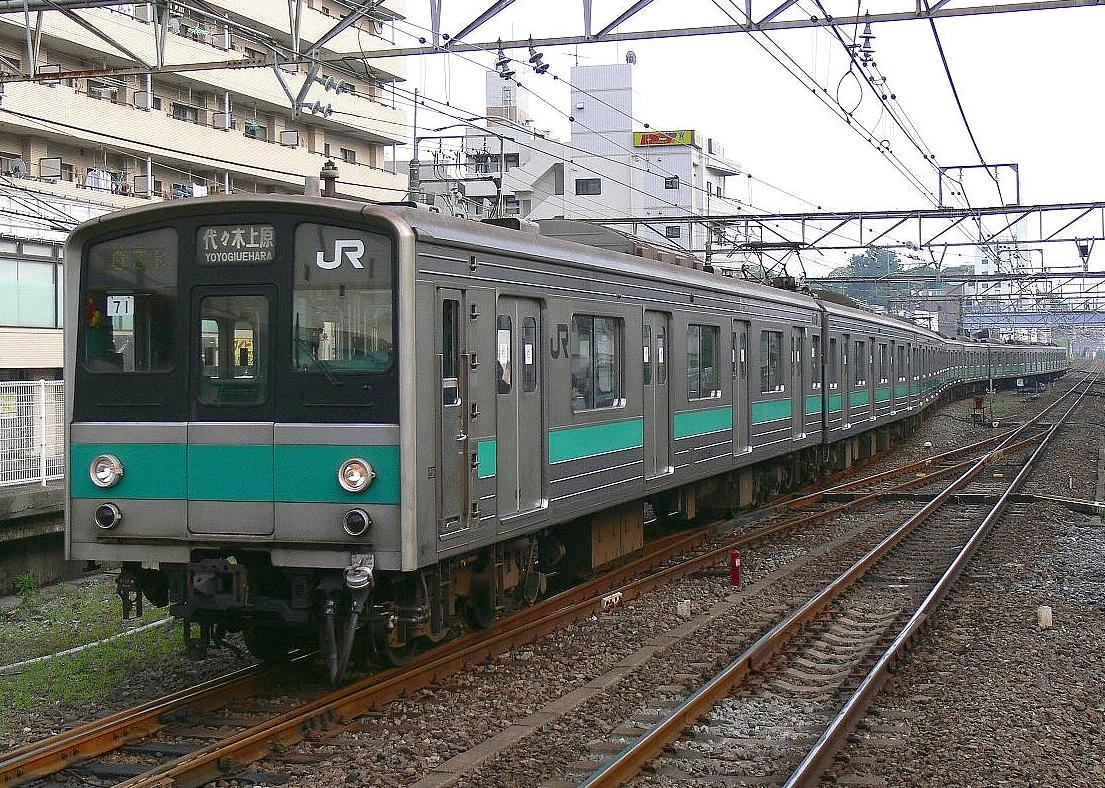
207系900番台
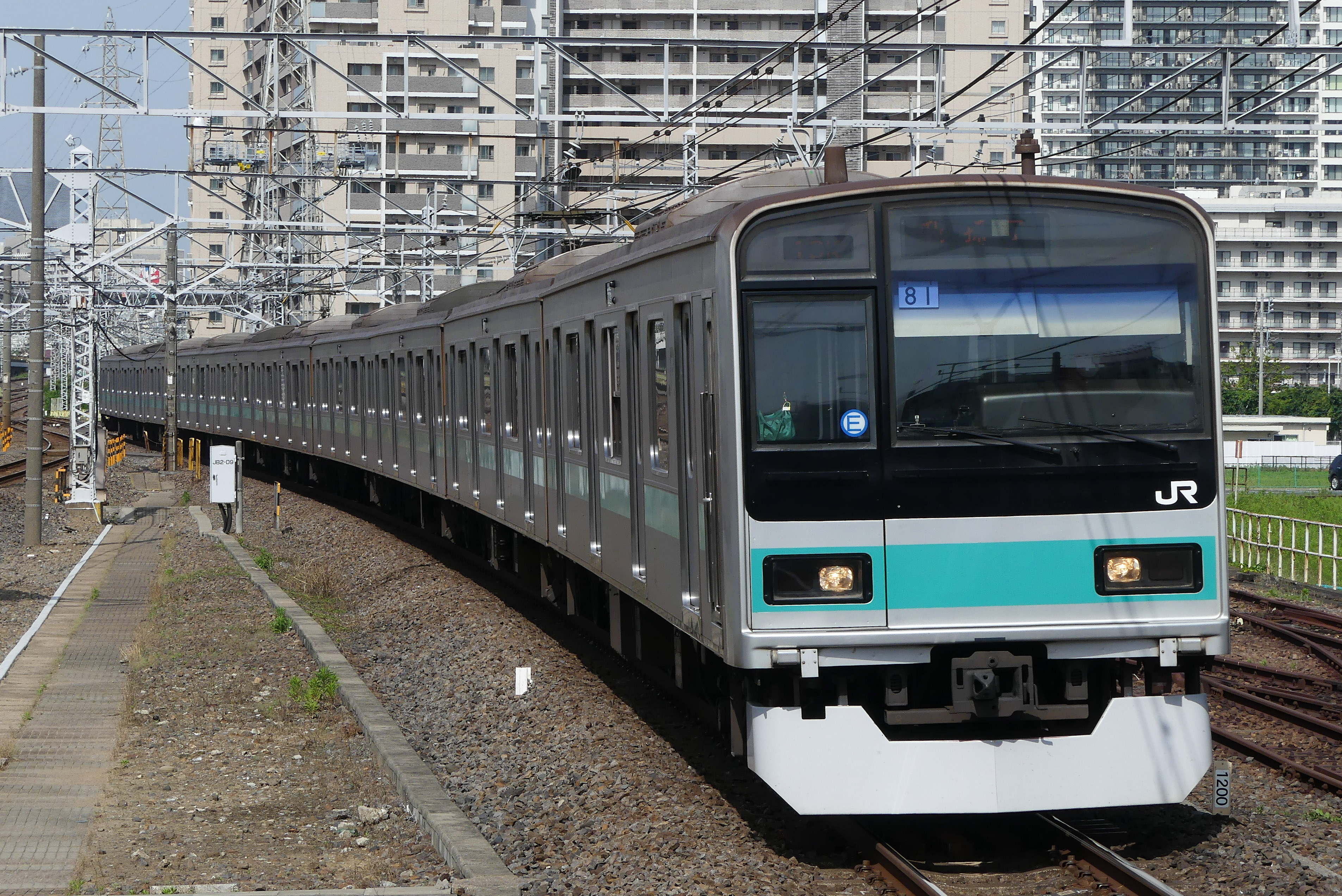
209系1000番台

帝都高速度交通営団・東京地下鉄
- 5000系
- 07系　- 2008年9月11日より同年12月頃まで、東西線色のままで主に平日朝夕ラッシュ時のみの運用に入っており、常磐線にも一部乗り入れていた。
- 06系 - 2015年1月28日から運用を離脱し、東京メトロ16000系に置き換えられた。
- 6000系 - 2次試作車の6101編成（運用終了）は当初より小田急線乗り入れ非対応。2018年10月5日で定期運用終了。末期は小田急線非対応であった。

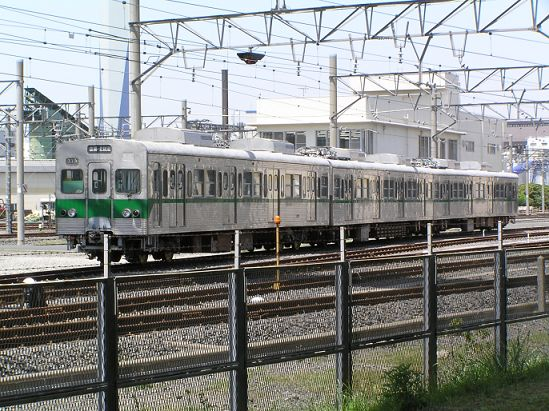
5000系（スキンステンレス車）
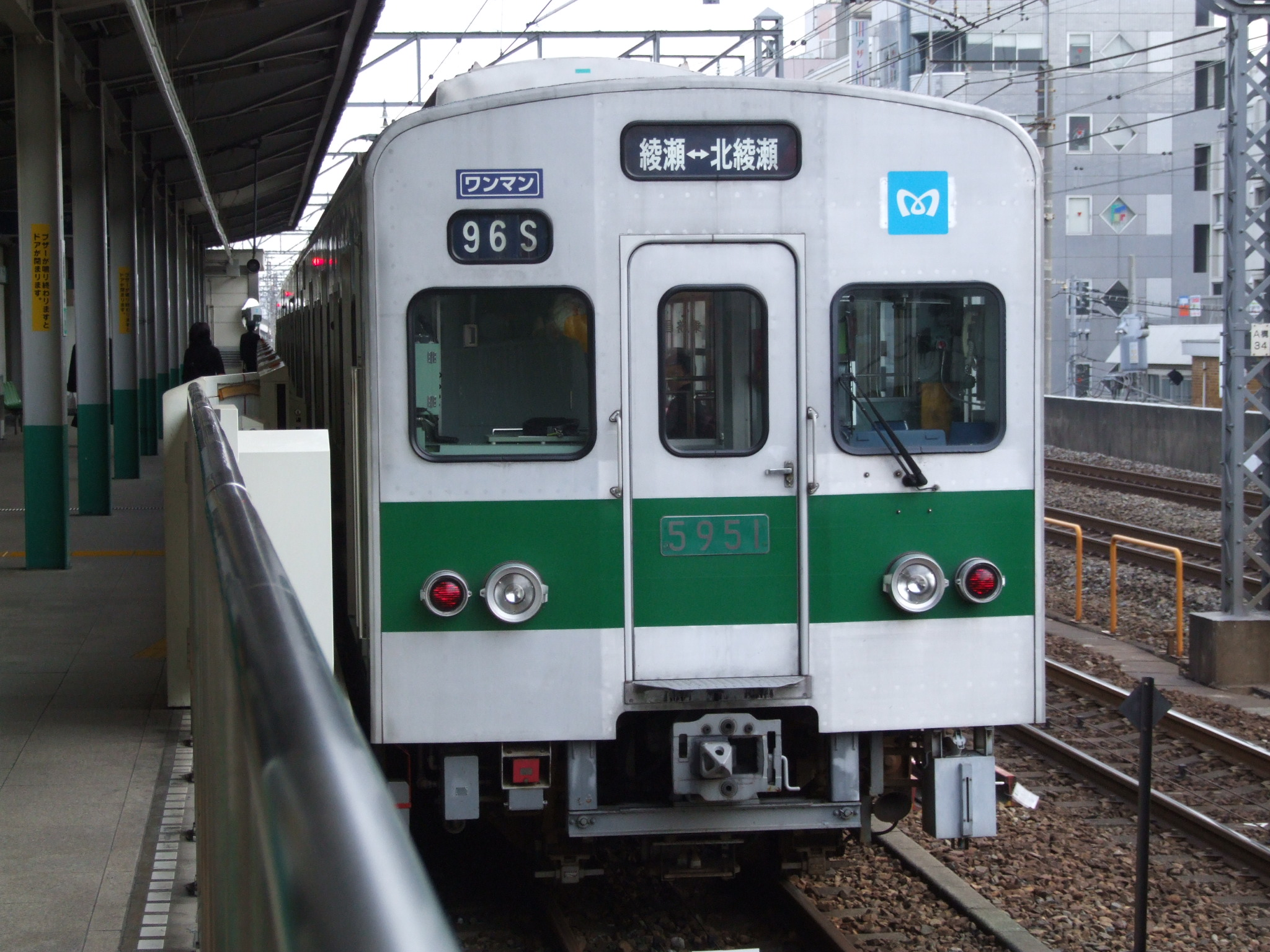
5000系（アルミ試作車）
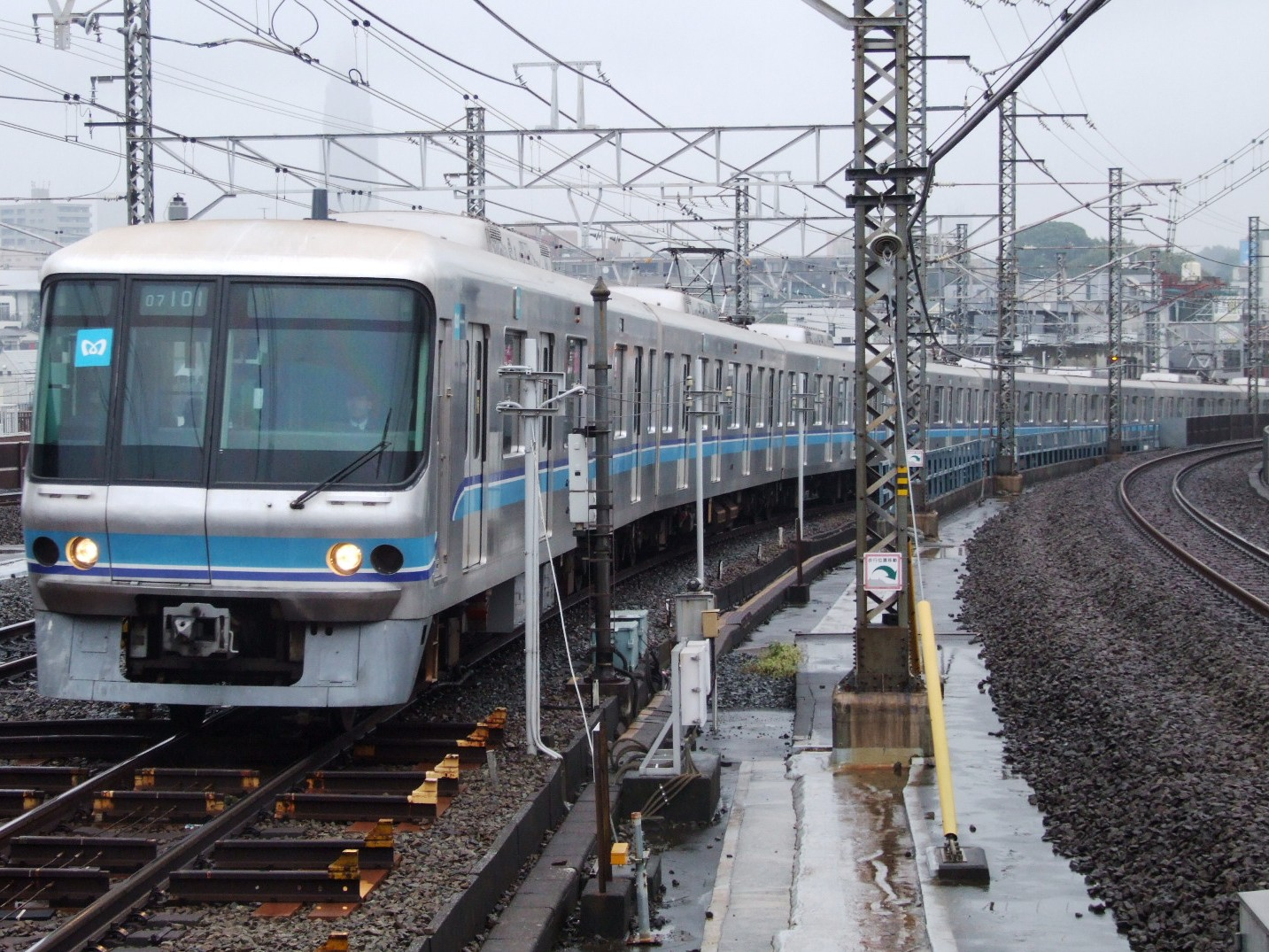
07系
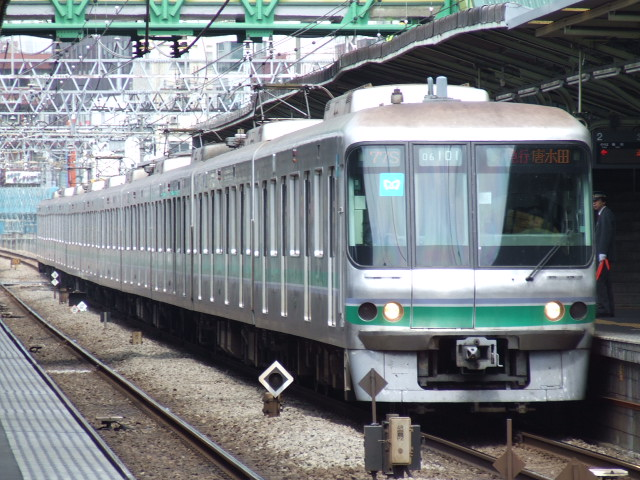
06系
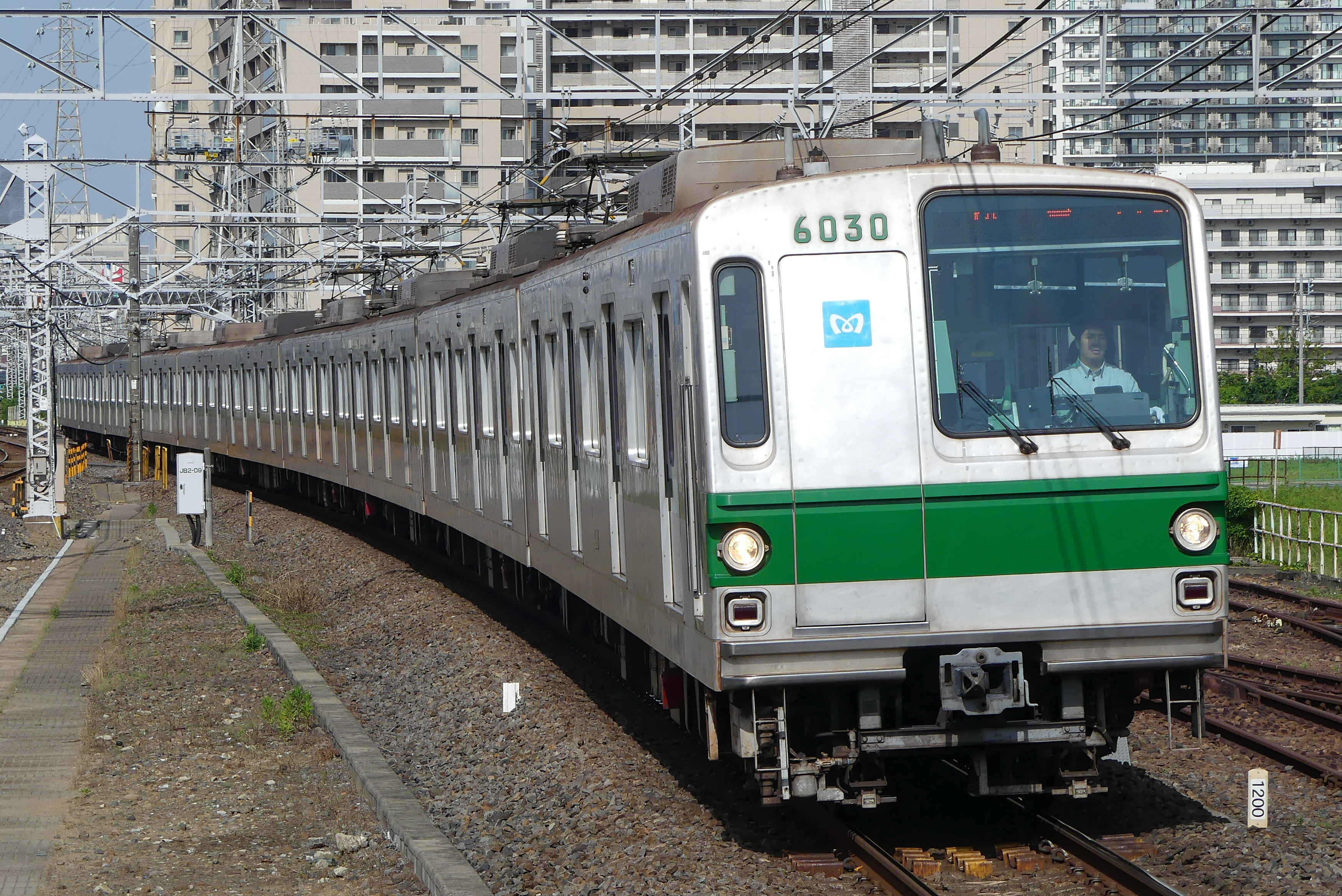
東京メトロ6000系

### 車両運用について
「MY LINE 東京時刻表」「小田急時刻表」（共に交通新聞社）の常磐線各駅停車・千代田線の時刻表における列車番号欄で、末尾の「K」はJR車、「S」はメトロ車、「E」は小田急車を表している（小田急線内は直通列車でも小田急独自の列車番号が割り当てられている）。3社間の走行距離調整の関係上、JR車は千代田線内および千代田線 - 小田急線で、また小田急車は常磐線 - 千代田線でそれぞれ完結する運用も組まれている。なお2016年3月26日改正ダイヤでは、JR車の1本が綾瀬車両基地・1本が唐木田でそれぞれ運用終了・夜間留置となる「外泊運用」が組まれ、逆にメトロ車の1本が松戸車両センター（本所）で、小田急車の1本が松戸車両センター我孫子派出所でそれぞれ運用終了・夜間留置となる「外泊運用」が組まれている。

## 女性専用車
2006年（平成18年）5月15日より女性専用車が導入された。平日7時10分から9時30分までに綾瀬駅を発車する千代田線・代々木上原方面行きの電車で、代々木上原寄りの先頭1号車に設定されている。千代田線内代々木上原駅まで実施、9時30分をもって一斉に終了となる。
JR東日本では埼京線・中央線快速に次ぐ3例目の導入であった。また、1号車に設定されているのは、前年5月より導入していた小田急線に合わせたものと見られる（千代田線内では両方向で導入している）。ただ、千代田線内の19駅中13駅が、この1号車付近に出入り口や乗換口への通路がある。

## 運賃計算の特例

### 北千住 - 綾瀬間の特例
北千住駅 - 綾瀬駅間は東京地下鉄の管轄区間であるが、前後のJR線区間と跨って利用する場合はJRの利用区間とみなす運賃計算の特例がある。また、JRでは、常磐線北千住 - 綾瀬間相互発着の乗車券類は発売しない。

### 千代田線北千住 - 西日暮里間を経由する場合の特例
亀有駅 - 取手駅間の各駅と、山手線内各駅および近傍の駅との間を、千代田線の北千住 - 西日暮里間を経由して乗車する場合には、運賃計算の特例（通過連絡運輸）が適用される。
2007年3月18日の首都圏ICカード相互利用サービス開始以降、連絡乗車券を購入する場合とIC乗車券を使用する場合では、計算方法や適用範囲が異なる上、どちらの方法が安いかについても駅によって異なるという二重運賃状態となっている。連絡乗車券の発売範囲内の駅では、IC乗車券を利用した方が安くなる駅にマークを入れた路線図式運賃表を別に掲載していた（券売機の横に小さく掲出）。これについて、2013年4月の衆議院消費者問題特別委員会で「周知が不十分である」との指摘がなされ、国土交通省は改善を指示した。2014年4月以降は、券売機の横に連絡乗車券を購入する場合の運賃とIC運賃が併記されたものを掲出している。

#### 連絡乗車券
連絡乗車券の場合は、東京メトロ千代田線をはさんだ前後のJR線区間の営業キロを通算する通過連絡運輸の特例が適用される。券売機でICカードを使用して連絡乗車券を購入した場合も、この特例が適用される。
【例】南柏から池袋まで（経由:北千住・東京メトロ千代田線・西日暮里・巣鴨）
- JR線運賃：南柏 - 北千住の営業キロ 19.3 km と、西日暮里 - 池袋 の営業キロ 6.0 km を通算。
→合計キロ数 25.3 km を運賃表に当てはめ、490円。
- 東京地下鉄線運賃：北千住 - 西日暮里の営業キロ 4.3 km 180円。
両者を合計して、乗車券（普通旅客運賃）は670円となる。

乗車券の発売範囲
- 北千住口
常磐線（亀有 - 取手）、武蔵野線（吉川 - 新八柱）
- 西日暮里口
東北本線（東京 - 大宮、日暮里 - 尾久 - 赤羽、埼京線・赤羽 - 武蔵浦和 - 大宮）、東海道本線（東京 - 横浜/横須賀線の西大井・武蔵小杉・新川崎は取り扱いなし）、山手線（品川 - 田端/全線全駅）、赤羽線（埼京線・池袋 - 十条 - 赤羽/赤羽線全駅）、中央本線（神田 - 代々木、新宿 - 三鷹）、総武本線（中央・総武緩行線・御茶ノ水 - 秋葉原）、根岸線（横浜 - 関内）

#### IC乗車券
PASMO・SuicaなどのIC乗車券で利用の際は、北千住までのJR運賃と西日暮里以遠のJR運賃の個別の合算額から100円を差引く方式を採用している。運賃は西日暮里の改札を通った時点で西日暮里までの運賃が差し引かれ、乗り継いだJR線の特例適用範囲内で下車した場合に西日暮里から下車駅までの運賃から100円引いた額を差し引く。この特例が適用される場合は、金町駅・亀有駅 - 西日暮里間相互発着に適用される乗り継ぎ割引が適用されない。
上記連絡乗車券の場合と同様の経路で考えると、
- 南柏 - 北千住（19.3 km、318円）
- 北千住 - 西日暮里（4.3 km、178円）
- 西日暮里 - 池袋（6.0 km、167円）

となり、合計額663円から100円を引いた563円がIC乗車券使用時の運賃となる。
特例の適用範囲
- 北千住口 常磐線（亀有 - 取手）
- 西日暮里口 東北本線（東京 - 蕨・日暮里 - 尾久 - 赤羽）、東海道本線（東京 - 品川）、山手線（品川 - 田端間/全線全駅）、赤羽線（池袋 - 赤羽/全線全駅）、中央本線（神田 - 代々木）、総武本線（御茶ノ水 - 秋葉原）

### その他
ICカードを利用して、南千住以遠（三河島方面）・亀有以遠（金町方面）から東中野以遠（大久保方面）・高円寺以遠（阿佐ケ谷方面）あるいは船橋以遠（東船橋方面）・下総中山以遠（本八幡方面）・船橋法典以遠（市川大野方面）・南船橋以遠（二俣新町方面、新習志野方面）・市川塩浜以遠（新浦安方面、二俣新町方面）など、他社線を経由してJR線（共用駅を除く）の駅間を途中改札を通らずに乗車する場合、千代田線・東西線経由の方が低廉である場合であっても全線JR線乗車と扱われる。
なお、西船橋駅にはJR線と東京地下鉄・東葉高速鉄道の連絡通路に乗り換え改札機が設置されたものの、経路の判別方法についてはほとんど変更されていない。したがって、西船橋経由の方が安い経路を乗車する場合には、同駅の改札通過に関わらず西船橋駅経由の運賃が適用される。

## ラインカラー
旅客案内で使用される本系統のラインカラーは、基本的にはエメラルドグリーン（緑 ■）であるが、快速電車と同一であるため区別のために異なる色を使うことがある。
東京近郊路線図（現在の路線ネットワーク）では快速電車が緑（■）、各駅停車がグレー（■）であり、これは快速線のE231系電車に掲出されている停車駅案内と同じであり（E531系電車に掲出されているものはこの配色ではない）、駅ナンバリングのラインカラーにもこれを採用している。なお、緩行線の車両（203系・207系900番台・209系1000番台）の停車駅案内では逆に快速をグレー、各駅停車を緑としていた。
他に、快速線に青（■）を用いて緩行線に緑を採用する例のほか、快速電車のカラーとして黄緑（■）を使用し、各駅停車のカラーに緑（■）を使用しているものもある（E233系2000番台や小田急4000形のLCD上の路線図などで採用されている）。
車両の塗装は、金属色の車体にエメラルドグリーン（青緑1号 ■）のラインとなっているが、快速線向けのE231系電車や他のE233系等とは違い、緩行線向けのE233系電車については、幕板部にはこの色のラインは入っていない。

## データ

### 路線データ
綾瀬駅 - 取手駅間の緩行線のもの。
- 管轄（事業種別）：東日本旅客鉄道（第一種鉄道事業者）
- 路線距離（営業キロ）：29.7km（北千住駅 - 取手駅間は32.2km）
- 軌間：1,067mm
- 駅数：14（綾瀬駅を含む）
- 複線区間：全線
- 電化区間：全線（直流1,500V）
- 閉塞方式：ATC方式
- 保安装置：ATC-10
- 最高速度：90km/h
- 運転指令所：東京総合指令室
  - 準運転取扱駅（異常時、入換時は駅が信号を制御）：松戸駅・柏駅・我孫子駅
- 列車運行管理システム：東京圏輸送管理システム(ATOS)
- 車両基地：松戸車両センター（松戸駅）、松戸車両センター我孫子派出所（我孫子駅）
- 担当乗務員区：綾瀬運輸区

全線が首都圏本部の管轄である。ただし、綾瀬駅構内は東京地下鉄が管理を行っている。

### 混雑率
2023年度の朝ラッシュ時最混雑区間（亀有 → 綾瀬間）の混雑率は133%である。
常磐線が複々線化された1970年代は輸送人員が増加傾向にあり、1980年度から約30年ほどはラッシュ時の混雑率が230%を越えていた。1992年度をピークに輸送人員が減少し、2004年度に混雑率が200%を下回った。2005年度に当路線と並行する形で首都圏新都市鉄道つくばエクスプレスが開業すると輸送人員はさらに減少した。2006年度に混雑率が180%を下回った。その後も輸送人員は減少傾向が続き、2015年度に160%を下回った。
2015年度以降は、並行するつくばエクスプレスよりも混雑率が低くなっているが、輸送量は依然として多い。
| 年度               | 最混雑区間（亀有 → 綾瀬間）輸送実績 | 最混雑区間（亀有 → 綾瀬間）輸送実績 | 最混雑区間（亀有 → 綾瀬間）輸送実績 | 最混雑区間（亀有 → 綾瀬間）輸送実績 | 特記事項                              |
| 年度               | 運転本数：本                        | 輸送力：人                          | 輸送量：人                          | 混雑率：%                           | 特記事項                              |
| ------------------ | ----------------------------------- | ----------------------------------- | ----------------------------------- | ----------------------------------- | ------------------------------------- |
| 1955年（昭和30年） | 10                                  | 10,360                              | 28,520                              | 275                                 | 最混雑区間は三河島→日暮里間           |
| 1965年（昭和40年） | 15                                  | 18,900                              | 53,650                              | 284                                 |                                       |
| 1970年（昭和45年） | 17                                  | 23,800                              | 60,120                              | 253                                 |                                       |
| 1971年（昭和46年） | 18                                  | 25,200                              | 40,185                              | 159                                 | 最混雑区間を亀有→綾瀬間に変更         |
| 1972年（昭和47年） | 18                                  | 25,200                              | 49,300                              | 196                                 |                                       |
| 1973年（昭和48年） | 18                                  | 25,200                              | 49,500                              | 196                                 |                                       |
| 1974年（昭和49年） | 18                                  | 25,200                              | 50,300                              | 200                                 |                                       |
| 1975年（昭和50年） | 18                                  | 25,200                              | 51,800                              | 206                                 |                                       |
| 1980年（昭和55年） | 18                                  | 25,200                              | 60,340                              | 239                                 |                                       |
| 1982年（昭和57年） | 19                                  | 26,600                              | 66,480                              | 250                                 |                                       |
| 1983年（昭和58年） | 19                                  | 26,600                              | 68,470                              | 257                                 |                                       |
| 1984年（昭和59年） | 19                                  | 26,600                              | 70,530                              | 265                                 |                                       |
| 1985年（昭和60年） | 20                                  | 28,000                              | 72,650                              | 259                                 |                                       |
| 1986年（昭和61年） | 22                                  | 30,800                              | 74,840                              | 243                                 |                                       |
| 1987年（昭和62年） | 22                                  | 30,800                              | 73,200                              | 238                                 |                                       |
| 1988年（昭和63年） | 22                                  | 30,800                              | 73,900                              | 240                                 |                                       |
| 1989年（平成元年） | 22                                  | 30,800                              | 74,640                              | 242                                 |                                       |
| 1990年（平成02年） | 22                                  | 30,800                              | 75,760                              | 246                                 |                                       |
| 1991年（平成03年） | 22                                  | 30,800                              | 76,500                              | 248                                 |                                       |
| 1992年（平成04年） | 22                                  | 30,800                              | 76,700                              | 249                                 |                                       |
| 1993年（平成05年） | 22                                  | 30,800                              | 76,350                              | 248                                 |                                       |
| 1994年（平成06年） | 22                                  | 30,800                              | 76,000                              | 247                                 |                                       |
| 1995年（平成07年） | 22                                  | 30,800                              | 76,100                              | 247                                 |                                       |
| 1996年（平成08年） | 22                                  | 30,800                              | 74,990                              | 243                                 |                                       |
| 1997年（平成09年） | 23                                  | 32,200                              | 73,750                              | 229                                 |                                       |
| 1998年（平成10年） | 23                                  | 32,200                              | 72,760                              | 226                                 |                                       |
| 1999年（平成11年） | 23                                  | 32,200                              | 71,480                              | 222                                 |                                       |
| 2000年（平成12年） | 24                                  | 33,600                              | 70,080                              | 209                                 |                                       |
| 2001年（平成13年） | 24                                  | 33,600                              | 69,500                              | 207                                 |                                       |
| 2002年（平成14年） | 24                                  | 33,600                              | 68,060                              | 203                                 |                                       |
| 2003年（平成15年） | 24                                  | 33,600                              | 67,310                              | 200                                 |                                       |
| 2004年（平成16年） | 24                                  | 33,600                              | 66,300                              | 197                                 |                                       |
| 2005年（平成17年） | 24                                  | 33,600                              | 61,300                              | 182                                 | 2005年8月24日、つくばエクスプレス開業 |
| 2006年（平成18年） | 24                                  | 33,600                              | 60,000                              | 179                                 |                                       |
| 2007年（平成19年） | 24                                  | 33,600                              | 58,980                              | 176                                 |                                       |
| 2008年（平成20年） | 24                                  | 33,600                              | 57,970                              | 173                                 |                                       |
| 2009年（平成21年） | 24                                  | 33,600                              | 57,290                              | 171                                 |                                       |
| 2010年（平成22年） | 24                                  | 33,600                              | 56,620                              | 169                                 |                                       |
| 2011年（平成23年） | 24                                  | 33,600                              | 56,040                              | 167                                 |                                       |
| 2012年（平成24年） | 24                                  | 33,600                              | 55,430                              | 165                                 |                                       |
| 2013年（平成25年） | 24                                  | 33,600                              | 55,140                              | 164                                 |                                       |
| 2014年（平成26年） | 24                                  | 33,600                              | 53,710                              | 160                                 |                                       |
| 2015年（平成27年） | 24                                  | 33,600                              | 52,070                              | 155                                 |                                       |
| 2016年（平成28年） | 24                                  | 33,600                              | 52,450                              | 156                                 |                                       |
| 2017年（平成29年） | 24                                  | 33,600                              | 51,660                              | 154                                 |                                       |
| 2018年（平成30年） | 24                                  | 33,600                              | 51,150                              | 152                                 |                                       |
| 2019年（令和元年） | 24                                  | 33,600                              | 50,060                              | 149                                 |                                       |
| 2020年（令和02年） | 23                                  | 32,200                              | 30,080                              | 93                                  |                                       |
| 2021年（令和03年） | 23                                  | 32,200                              | 29,550                              | 92                                  |                                       |
| 2022年（令和04年） | 20                                  | 28,000                              | 29,690                              | 106                                 |                                       |
| 2023年（令和05年） | 20                                  | 28,000                              | 37,350                              | 133                                 |                                       |

## 駅一覧
- 駅ナンバリングの番号は東京メトロ千代田線（代々木上原 - 綾瀬）からの通しとなっている。
- 区：特定都区市内制度における「東京都区内」の駅
- 日暮里駅 - 上野駅間の営業キロは2.2 km、日暮里駅 - 東京駅間の営業キロは5.8 km、日暮里駅 - 品川駅間の営業キロは12.6 km、北千住駅 - 綾瀬駅間の営業キロは2.5 km
- 停車駅
  - 常磐緩行線の電車（各駅停車）は小田急直通急行・準急も含め全電車とも下表のすべての駅に停車
  - 常磐快速線との停車駅対応表は「常磐線」の駅一覧も参照
  - 我孫子駅 - 取手駅間は平日の朝夕のみ運行。
- 接続路線 ： 駅名が異なる場合は⇒印で駅名を示す。
- 境界駅となる綾瀬駅は東京地下鉄が管理を行っている。
- 北千住駅の駅施設および北千住駅 - 綾瀬駅間はJRによって管理されていないが、北千住駅は緩行線・快速線の乗換駅で、運賃計算上の境界駅ともなっており（運賃計算については「#運賃計算の特例」を参照）、常磐線（各駅停車）と案内されることもあるため便宜上記載する。

| 駅番号       | 駅名         | 駅間 営業 キロ | 累計 営業キロ | 累計 営業キロ | 接続路線 | 所在地                                                               | 所在地                                                               |
| 駅番号       | 駅名         | 駅間 営業 キロ | 綾瀬から      | 日暮里 から   | 接続路線 | 所在地                                                               | 所在地                                                               |
| ------------ | ------------ | -------------- | ------------- | ------------- | --- | -------------------------------------------------------------------- | -------------------------------------------------------------------- |
| 直通運転区間 | 直通運転区間 | 直通運転区間   | 直通運転区間  | 直通運転区間  | 東京メトロ千代田線経由 小田急小田原線 伊勢原駅・ 多摩線 唐木田駅まで | 東京メトロ千代田線経由 小田急小田原線 伊勢原駅・ 多摩線 唐木田駅まで | 東京メトロ千代田線経由 小田急小田原線 伊勢原駅・ 多摩線 唐木田駅まで |
| (C 18)       | 北千住駅 区  | -              | -             | 5.2           | 東京地下鉄： 千代田線 (C-18)〈代々木上原方面〉 東日本旅客鉄道： 常磐線（快速）(JJ 05)〈日暮里・上野方面〉 東武鉄道： 伊勢崎線（東武スカイツリーライン）(TS-09) 首都圏新都市鉄道： つくばエクスプレス (TX-05) | 東京都                                                               | 足立区                                                               |
| JL 19        | 綾瀬駅 区    | -              | 0.0           | 7.7           | 東京地下鉄： 千代田線 (C-19)〈北綾瀬方面〉 | 東京都                                                               | 足立区                                                               |
| JL 20        | 亀有駅 区    | 2.2            | 2.2           | 9.9           | | 東京都                                                               | 葛飾区                                                               |
| JL 21        | 金町駅 区    | 1.9            | 4.1           | 11.8          | 京成電鉄： 金町線 ⇒京成金町駅 (KS51) | 東京都                                                               | 葛飾区                                                               |
| JL 22        | 松戸駅       | 3.9            | 8.0           | 15.7          | 東日本旅客鉄道： 常磐線（快速）(JJ 06) 京成電鉄： 松戸線 (KS88) | 千葉県                                                               | 松戸市                                                               |
| JL 23        | 北松戸駅     | 2.1            | 10.1          | 17.8          | | 千葉県                                                               | 松戸市                                                               |
| JL 24        | 馬橋駅       | 1.3            | 11.4          | 19.1          | 流鉄： 流山線 (RN1) | 千葉県                                                               | 松戸市                                                               |
| JL 25        | 新松戸駅     | 1.6            | 13.0          | 20.7          | 東日本旅客鉄道： 武蔵野線 (JM 15) | 千葉県                                                               | 松戸市                                                               |
| JL 26        | 北小金駅     | 1.3            | 14.3          | 22.0          | | 千葉県                                                               | 松戸市                                                               |
| JL 27        | 南柏駅       | 2.5            | 16.8          | 24.5          | | 千葉県                                                               | 柏市                                                                 |
| JL 28        | 柏駅         | 2.4            | 19.2          | 26.9          | 東日本旅客鉄道： 常磐線（快速）(JJ 07) 東武鉄道： 野田線（東武アーバンパークライン）(TD-24) | 千葉県                                                               | 柏市                                                                 |
| JL 29        | 北柏駅       | 2.3            | 21.5          | 29.2          | | 千葉県                                                               | 柏市                                                                 |
| JL 30        | 我孫子駅     | 2.1            | 23.6          | 31.3          | 東日本旅客鉄道： 常磐線（快速）(JJ 08)・■成田線 | 千葉県                                                               | 我孫子市                                                             |
| JL 31        | 天王台駅     | 2.7            | 26.3          | 34.0          | 東日本旅客鉄道： 常磐線（快速）(JJ 09) | 千葉県                                                               | 我孫子市                                                             |
| JL 32        | 取手駅       | 3.4            | 29.7          | 37.4          | 東日本旅客鉄道： 常磐線（快速）(JJ 10)・■常磐線〈土浦方面〉 関東鉄道：常総線 | 茨城県 取手市                                                        | 茨城県 取手市                                                        |

- 2019年度の時点で、上記全駅がJR東日本自社による乗車人員集計[47]の対象となっている。
- 北小金駅 - 南柏駅間で流山市を通るが、同市内に駅はない。

## 今後の予定
- JR東日本が仙石線で実用化した移動閉塞型の保安装置であるATACSではなく、日本国外で導入が進むCBTC （Communication Based Train Control、無線式列車制御システム）を2020年頃を目途に導入することを検討し、協力メーカーの募集を始めた。2013年2月には依頼する会社をメーカーをアルストムとタレス（ともにフランス）に絞り込み、同年12月末を目途に1社に選定するとしていた[48][49][50][51]。2014年4月に、タレス社へ設計作業を委託する契約が締結された[52]。しかし、2017年10月に、CBTC導入をいったん断念することが公表された[53][54]。代替としてATACSの導入を検討している。